# Андрия Радович
Андрия Радович (на сръбски: Андрија Радовић, Мартиничи, 28 януари 1872 г. – Белград, 1947 г.) е черногорски, сръбски и югославски политик. Като член на Народната партия е борец за парламентарна демокрация, министър-председател на Черна гора на два пъти (1907 и 1916 – 1917 г.). По време на Първата световна война той се застъпва за обединението на Черна гора със Сърбия. Член на Демократическата партия в Кралство Югославия.

## Биография
Андрия Радович е роден през 1872 г. в село Мартиници, в планинската общност Белопавличи, син на сердар Ягош Радович. В Цетине завършва начално училище и три класа гимназия, когато е изпратен в Италия като учител на принц Никола. Завършва военно инженерно обучение в Италия през 1890 – 1894 г. Завръща се в Италия през 1901/02.

### Бомбена афера
В аферата Бомба един от главните обвиняеми е Радович, който е осъден на петнадесет години строг затвор. Помилван е след края на Първата балканска война през 1913 г.

#### Министър
Още през 1919 г. Радович се опитва да се включи активно в политическия живот на новата държава и става един от основателите на Демократическата партия от Черна гора. На изборите за Конституционно събрание на Кралството на сърби, хървати и словенци в края на 1920 г. успява да спечели депутатски мандат. Но още на изборите през 1923 г. претърпява фиаско. На парламентарните избори от 1927 г. отново печели депутатския мандат. През същата година е назначен в Съвета на директорите на Националната банка, за да бъде назначен за следващ вицеуправител, когато окончателно напуска политиката и след известно време е пенсиониран.

### По-късно през годината
След пенсионирането си Радович живее в Белград, където остава и по време на Втората световна война. Умира в Белград през 1947 г.

## Препратки
1. 1 2 3  Александар Стаматовић: ПОЛИТИЧКА И ДРЖАВНИЧКА АКТИВНОСТ АНДРИЈЕ РАДОВИЋА (1916—1918) //    Архивиран от оригинала на 2017-03-25. Посетен на 25. 03. 2017.